# Hrvatski nogometni kup 2003/04
Der Hrvatski nogometni kup 2003/04 war der 13. Wettbewerb um den kroatischen Fußballpokal nach der Loslösung des kroatischen Fußballverbandes aus dem jugoslawischen Fußballverband.
Wie vor zwei Jahren setzte sich Dinamo Zagreb in zwei Finalspielen gegen den NK Varteks Varaždin durch. Es war Dinamos 7. Pokalsieg im unabhängigen Kroatien und der 14. insgesamt.

## Modus
Ab dem Viertelfinale einschließlich des Finales wurden jeweils Hin- und Rückspiele ausgetragen. Bei gleicher Anzahl an Toren aus beiden Spielen kam die Mannschaft weiter, die auswärts mehr Tore erzielt hatte. Herrschte auch hier Gleichstand, wurde ein Elfmeterschießen zur Ermittlung des Siegers ausgetragen.

## Teilnehmer
An der Vorrunde
- 21 Sieger des Bezirkspokals
- 11 Finalisten des Bezirkspokals aus den Fußballverbänden mit der größten Anzahl registrierter Fußballclubs

| Bezirk              | Sieger                        | Finalist                   |
| ------------------- | ----------------------------- | -------------------------- |
| Bjelovar-Bilogora   | NK Bjelovar                   | NK Zdenka Veliki Zdenci    |
| Brod-Posavina       | NK Željezničar Slavonski Brod | NK Sloga Nova Gradiška     |
| Dubrovnik-Neretva   | NK Neretva Metković           |                            |
| Istrien             | NK Pula 1856                  | NK Jedinstvo Omladinac     |
| Karlovac            | NK Karlovac                   |                            |
| Koprivnica-Križevci | NK Koprivnica                 | NK Viktorija Vojakovac     |
| Krapina-Zagorje     | NK Zagorec Krapina            |                            |
| Lika-Senj           | NK Nehaj Senj                 |                            |
| Međimurje           | NK Čakovec                    | NK Mladost Prelog          |
| Osijek-Baranja      | NK Metalac Osijek             | Valpovka Satanica Valpovka |
| Požega-Slawonien    | NK Slavonija Požega           |                            |

| Bezirk               | Sieger                       | Finalist              |
| -------------------- | ---------------------------- | --------------------- |
| Primorje-Gorski      | NK Crikvenica                |                       |
| Sisak-Moslavina      | HNŠK Moslavina Kutina        | NK Naftaš Ivanić Grad |
| Split-Dalmatien      | NK Mosor Žrnovnica           |                       |
| Šibenik-Knin         | NK Vodice                    |                       |
| Varaždin             | NK Sloboda Varaždin          | NK Podravina Ludbreg  |
| Virovitica-Podravina | NK TVIN Virovitica           |                       |
| Vukovar-Syrmien      | NK Graničar Županja          | NK Vukovar ’91        |
| Zadar                | HNK Primorac Biograd na Moru |                       |
| Stadt Zagreb         | NK Croatia Sesvete           | NK Lučko Zagreb       |
| Zagreb               | NK Vinogradar Lokošin Dol    | NK Udarnik Kurilovec  |

Am Sechzehntelfinale
- Die 16 punktbesten Vereine der Fünfjahres-Pokalwertung. (63 Punkte für den Pokalsieger, 31 für den unterlegenen Finalisten, 15 für die Halbfinalisten, 7 für die Viertelfinalisten, 3 für die Achtelfinalisten und 1 Punkt für die Sechzehntelfinalisten.)

| - 1. Dinamo Zagreb (221) - 2. Hajduk Split (131) - 3. NK Osijek (101) - 4. NK Varteks Varaždin (83) | - 5. NK Zagreb (53) - 6. Cibalia Vinkovci (51) - 7. NK Slaven Belupo (29) - 8. HNK Rijeka (21) | - 09. NK Hrvatski dragovoljac (16) - 10. NK Pomorac Kostrena (15) - 11. Inter Zaprešić (13) - 12. HNK Segesta Sisak (13) | - 13. NK Belišće (13) - 14. NK Zadar (13) - 15. HNK Šibenik (13) - 16. NK Kamen Ingrad Velika (10) |

## Ergebnisse

### Vorrunde
Die Spiele fanden am 3. September 2003 statt.
|                               | Ergebnis              |                            |
| ----------------------------- | --------------------- | -------------------------- |
| NK Nehaj Senj                 | 1:0                   | NK Vinogradar Mladina      |
| NK Crikvenica                 | 0:0 n. V. (1:3 i. E.) | NK Koprivnica              |
| HNK Primorac Biograd na Moru  | 2:1                   | NK Karlovac                |
| NK Neretva Metković           | 2:1                   | HNŠK Moslavina Kutina      |
| NK Mladost Prelog             | 1:3                   | NK Zagorec Krapina         |
| NK Željezničar Slavonski Brod | 1:3                   | NK TVIN Virovitica         |
| NK Udarnik Kurilovec          | 1:3                   | NK Vukovar ’91             |
| NK Pula 1856                  | 1:0                   | NK Slavonija Požega        |
| NK Sloga Nova Gradiška        | 2:1                   | NK Graničar Županja        |
| NK Zdenka Veliki Zdenci       | 1:5                   | NK Croatia Sesvete         |
| NK Sloboda Varaždin           | 4:1                   | NK Čakovec                 |
| NK Vodice                     | 0:0 n. V. (2:3 i. E.) | Valpovka Satanica Valpovka |
| NK Mosor Žrnovnica            | 3:2                   | NK Podravina Ludbreg       |
| NK Metalac Osijek             | 1:0                   | NK Naftaš Ivanić Grad      |
| NK Jedinstvo Omladinac        | 1:3                   | NK Bjelovar                |
| NK Viktorija Vojakovac        | 2:2 n. V. (4:5 i. E.) | NK Lučko Zagreb            |

### Sechzehntelfinale
Die Spiele fanden am 17. September 2003 statt.
|                              | Ergebnis |                         |
| ---------------------------- | -------- | ----------------------- |
| HNK Primorac Biograd na Moru | 0:2      | Hajduk Split            |
| NK Lučko Zagreb              | 0:3      | Dinamo Zagreb           |
| NK TVIN Virovitica           | 1:2      | NK Osijek               |
| Valpovka Satanica Valpovka   | 0:2      | NK Varteks Varaždin     |
| NK Metalac Osijek            | 1:2      | Cibalia Vinkovci        |
| NK Sloga Nova Gradiška       | 0:2      | NK Zagreb               |
| NK Sloboda Varaždin          | 2:6      | NK Pula 1856            |
| NK Vukovar ’91               | 0:1      | NK Slaven Belupo        |
| NK Koprivnica                | 0:2      | NK Kamen Ingrad Velika  |
| NK Croatia Sesvete           | 3:0      | NK Pomorac Kostrena     |
| NK Nehaj Senj                | 1:7      | HNK Rijeka              |
| NK Neretva Metković          | 2:1      | NK Hrvatski dragovoljac |
| NK Zagorec Krapina           | 1:0      | HNK Šibenik             |
| NK Mosor Žrnovnica           | 1:0      | Inter Zaprešić          |
| NK Bjelovar                  | 3:1      | NK Belišće              |
| HNK Segesta Sisak            | 1:4      | NK Zadar                |

### Achtelfinale
Die Spiele fanden am 29. Oktober 2003 statt.
|                        | Ergebnis |                     |
| ---------------------- | -------- | ------------------- |
| Hajduk Split           | 3:1      | NK Zadar            |
| NK Bjelovar            | 1:4      | Dinamo Zagreb       |
| NK Osijek              | 3:2      | NK Mosor Žrnovnica  |
| NK Zagorec Krapina     | 0:3      | NK Varteks Varaždin |
| Cibalia Vinkovci       | 4:3      | NK Neretva Metković |
| HNK Rijeka             | 3:0      | NK Zagreb           |
| NK Croatia Sesvete     | 2:4      | NK Pula 1856        |
| NK Kamen Ingrad Velika | 2:0      | NK Slaven Belupo    |

### Viertelfinale
Die Hinspiele fanden am 16. und 17. März 2004 statt, die Rückspiele am 23. und 24. März.
|                        | Gesamt |                     | Hinspiel | Rückspiel |
| ---------------------- | ------ | ------------------- | -------- | --------- |
| NK Kamen Ingrad Velika | 2:5    | HNK Rijeka          | 2:3      | 0:2       |
| Cibalia Vinkovci       | 1:0    | Hajduk Split        | 0:0      | 1:0       |
| NK Osijek              | 1:5    | Dinamo Zagreb       | 0:2      | 1:3       |
| NK Pula 1856           | 2:5    | NK Varteks Varaždin | 2:0      | 0:5       |

### Halbfinale
Die Hinspiele des Halbfinals fanden am 6. und 7. April 2004 statt, die Rückspiele am 14. April.
|                  | Gesamt |                     | Hinspiel | Rückspiel |
| ---------------- | ------ | ------------------- | -------- | --------- |
| Cibalia Vinkovci | 2:8    | NK Varteks Varaždin | 1:3      | 1:5       |
| Dinamo Zagreb    | 4:3    | HNK Rijeka          | 4:2      | 0:1       |

### Finale

#### Hinspiel
| NK Varteks Varaždin                                | NK Varteks Varaždin | Dinamo Zagreb | Dinamo Zagreb |
| -------------------------------------------------- | --- | --- | ------------- |
| NK Varteks Varaždin                                | \| 5. Mai 2004 in Varaždin (Stadion Anđelko Herjavec) \| \| Ergebnis: 1:1 (0:1) \| \| Zuschauer: 5.000 \| \| Schiedsrichter: Draženko Kovačić \| \| Spielbericht \|                                                                   | \| 5. Mai 2004 in Varaždin (Stadion Anđelko Herjavec) \| \| Ergebnis: 1:1 (0:1) \| \| Zuschauer: 5.000 \| \| Schiedsrichter: Draženko Kovačić \| \| Spielbericht \|                                                                                | Dinamo Zagreb |
| NK Varteks Varaždin                                | Vladimir Vasilj – Matija Kristić, Goran Granić, Kristijan Polovanec, Goran Mujanović (46. Frane Petričević) – Zoran Kastel, Nikola Šafarić, Igor Jančevski, Leon Benko – Veldin Karić, Nedim Halilović Cheftrainer: Miroslav Blažević | Ivan Turina – Dino Drpić, Goce Sedloski, Andre Mijatović, Damir Krznar – Ivan Bošnjak (21. Dario Zahora), Dalibor Poldrugač, Edin Mijčin, Niko Kranjčar (76. Hrvoje Štrok) – Dumitru Mitu, Eduardo (41. Mihael Mikić) Cheftrainer: Nikola Jurčević | Dinamo Zagreb |
| NK Varteks Varaždin                                | 1:1 Zoran Kastel (66.) | 0:1 Goce Sedloski (33.) | Dinamo Zagreb |
| NK Varteks Varaždin                                | Mikić | | Dinamo Zagreb |
| 5. Mai 2004 in Varaždin (Stadion Anđelko Herjavec) | | |               |
| Ergebnis: 1:1 (0:1)                                | | |               |
| Zuschauer: 5.000                                   | | |               |
| Schiedsrichter: Draženko Kovačić                   | | |               |
| Spielbericht                                       | | |               |

#### Rückspiel
| Dinamo Zagreb                             | Dinamo Zagreb | NK Varteks Varaždin | NK Varteks Varaždin |
| ----------------------------------------- | --- | --- | ------------------- |
| Dinamo Zagreb                             | \| 19. Mai 2004 in Zagreb (Stadion Maksimir) \| \| Ergebnis: 0:0 \| \| Zuschauer: 8.000 \| \| Schiedsrichter: Edo Trivković \| \| Spielbericht \| | \| 19. Mai 2004 in Zagreb (Stadion Maksimir) \| \| Ergebnis: 0:0 \| \| Zuschauer: 8.000 \| \| Schiedsrichter: Edo Trivković \| \| Spielbericht \| | NK Varteks Varaždin |
| Dinamo Zagreb                             | Marko Šarlija – Dino Drpić, Goce Sedloski, Andre Mijatović, Mario Jurić – Ivan Bošnjak (9. Dario Zahora), Jasmin Agić, Edin Mijčin (77. Mihael Mikić), Niko Kranjčar – Dumitru Mitu, Branko Strupar (60. Mladen Bartolović) Cheftrainer: Nikola Jurčević | Vladimir Vasilj – Matija Kristić (15. Goran Mujanović, 63. Ivan Jolić), Goran Granić, Kristijan Polovanec, Frane Petričević – Zoran Kastel, Nikola Šafarić, Igor Jančevski, Leon Benko – Veldin Karić, Nedim Halilović Cheftrainer: Miroslav Blažević | NK Varteks Varaždin |
| Dinamo Zagreb                             | Mijčin | Granić, Šafarić, Mujanović | NK Varteks Varaždin |
| 19. Mai 2004 in Zagreb (Stadion Maksimir) | | |                     |
| Ergebnis: 0:0                             | | |                     |
| Zuschauer: 8.000                          | | |                     |
| Schiedsrichter: Edo Trivković             | | |                     |
| Spielbericht                              | | |                     |

## Torschützenliste
| Pl. | Name                   | Mannschaft              | Tore |
| --- | ---------------------- | ----------------------- | ---- |
| 01. | Goce Sedloski          | Dinamo Zagreb           | 7    |
| 02. | Nedim Halilović        | NK Varteks Varaždin     | 4    |
| 02. | Zvjezdan Ljubobratović | NK Bjelovar             | 4    |
| 02. | Mario Pofuk            | Slobodan Derma Varaždin | 4    |